# Windows Server 2003
Windows Server 2003 est un système d'exploitation orienté serveur développé par Microsoft. Présenté le 24 avril 2003 comme le successeur de Windows 2000 Server, il est considéré par Microsoft comme étant la pierre angulaire de la ligne de produits serveurs professionnels Windows Server System. Une version évoluée intitulée Windows Server 2003 R2 a été finalisée le 6 décembre 2005. Son successeur, Windows Server 2008, est sorti le 4 février 2008. Le 14 juillet 2015, Microsoft cesse de le supporter, ce qui signifie l'arrêt de la publication de correctifs de sécurité, et encourage la migration vers Windows Server 2012 R2.
Selon Microsoft, Windows Server 2003 est plus évolutif et fournit de meilleures performances que son prédécesseur Windows 2000 Server.

## Présentation
Sorti le 24 avril 2003, Windows Server 2003 (qui porte la version numérotée 5.2) fait suite à Windows 2000 Server, incorporant la compatibilité et d'autres fonctionnalités de Windows XP. Contrairement à Windows 2000 Server, l'installation par défaut de Windows Server 2003 ne contient aucun composant serveur activé afin de réduire la surface d'attaque des nouvelles machines. Windows Server 2003 inclut un mode de compatibilité permettant aux anciennes applications de fonctionner avec une meilleure stabilité. Il a été rendu plus compatible avec les réseaux de domaines Windows NT 4.0. Intégrer et mettre à niveau un domaine Windows NT 4.0 vers Windows 2000 était considéré comme difficile et prenant beaucoup de temps et était généralement considéré comme une mise à niveau tout-ou-rien, particulièrement lorsqu'il s'agit d'Active Directory. Windows Server 2003 apporte une compatibilité améliorée avec Active Directory et un meilleur support de déploiement afin de faciliter la transition de Windows NT 4.0 vers Windows Server 2003 et Windows XP Professionnel.
Les modifications apportées aux différents services concernent le serveur web IIS qui a été quasiment complètement réécrit afin d'améliorer les performances et la sécurité, Distributed File System qui supporte maintenant l'hébergement de plusieurs racines DFS sur un seul serveur, Terminal Server, Active Directory, Print Server, et un bon nombre d'autres services. Windows Server 2003 a également été le premier système d'exploitation fourni par Microsoft après leur annonce de l'initiative Trustworthy Computing, et en conséquence, il contient un bon nombre de modifications sur la sécurité et les opérations par défaut.
Le produit a vu son nom changer à plusieurs reprises pendant la durée de son développement. Lors de sa première annonce en 2000, il était connu sous son nom de code « Whistler Server » ; il a ensuite été appelé « Windows Server 2002 » pour une courte période mi-2001, avant d'être renommé en « Windows .NET Server » pour faire suite aux efforts de Microsoft de promouvoir leur nouvel ensemble de framework de développement et d'entreprise « Microsoft .NET ». Il a été renommé plus tard en « Windows .NET Server 2003 ». À la suite de la peur de la confusion du marché vis-à-vis de ce que le terme .NET représente et répondant aux critiques, Microsoft retira le terme .NET du nom dans la version Release Candidate fin 2002. Cela a permis au nom .NET d'être réservé exclusivement au Framework .NET, comme initialement il était apparu que .NET n'était qu'un tag pour une suite de produits Microsoft.

## Nouveautés et fonctionnalités mises à niveau
- Internet Information Services (IIS) v6.0 - Une version améliorée de façon significative de IIS.
- Augmentation du niveau de sécurité par défaut vis-à-vis des anciennes versions, grâce au pare-feu intégré par défaut et au fait que la plupart des services sont désactivés par défaut.
- Améliorations significatives du Message Queuing.
- Gérer son serveur - Un outil de gestion administrative des rôles qui permet à un administrateur de choisir quelles sont les fonctionnalités à rendre disponible sur le serveur.
- Améliorations de l'Active Directory, comme la possibilité de désactiver une classe d'objet dans le schéma, ou bien le fait de pouvoir exécuter plusieurs instances du serveur d'annuaire (ADAM).
- Améliorations de l'administration et de la gestion des stratégies de groupes.
- Améliorations de la gestion des disques, incluant la possibilité d'effectuer une sauvegarde depuis une copie fantôme (Shadow Copy) de fichiers, permettant ainsi la sauvegarde de fichiers ouverts.
- Améliorations du scripting et des outils en ligne de commande qui font partie de l'initiative de Microsoft d'apporter un Shell de commandes complet aux prochaines versions de Windows.
- Support du matériel basé sur la technologie watchdog timer qui permet un redémarrage automatique du serveur si le système d'exploitation ne répond pas après un certain temps.

## Mises à jour

### Service Pack 1
Le 30 mars 2005, Microsoft a sorti le Service Pack 1 pour Windows Server 2003. Parmi les améliorations se trouvent de nombreuses mises à jour apportées à Windows XP avec son Service Pack 2. Les fonctionnalités qui sont apportées par le Service Pack 1 de Windows Server 2003 incluent :
- Assistant de configuration de la Sécurité : un outil qui permet aux administrateurs d'effectuer plus facilement des recherches et modifications relatives aux stratégies de sécurité.
- Hot Patching : cette fonctionnalité permet d'étendre la capacité de Windows Server 2003 à mettre à jour des fichiers DLL, des pilotes, et des patches non-kernel sans avoir à effectuer un redémarrage.
- IIS 6.0 Metabase Auditing : cette fonctionnalité permet d'auditer les modifications apportées à la métabase IIS.
- Pare-feu Windows : il apporte la plupart des améliorations de Windows XP Service Pack 2 à Windows Server 2003 ; il permet également (grâce à l'assistant de configuration de la sécurité) aux administrateurs de gérer plus facilement les ports réseaux entrants ouverts, car il détecte et choisi la configuration du rôle par défaut.
- Les Autres améliorations réseaux concernent le support des Services de Fournisseurs Sans-fil (Wireless Provisioning Services), un meilleur support de l'IPv6, et de nouvelles protections contre les attaques réseaux de type SYN flood TCP.
- Mises à jour de sécurité post-installation : il s'agit du mode qui est activé par défaut lorsqu'un serveur démarre pour la première fois après l'installation du Service Pack 1. Il configure le pare-feu pour qu'il bloque toutes les connexions entrantes et invite l'utilisateur à appliquer les mises à jour de sécurité.
- Data Execution Prevention (DEP) : support du bit No Execute (NX) qui permet de prévenir les attaques de type buffer overflow qui sont souvent des vecteurs d'attaques de Windows Server.
- Windows Media Player version 10
- Internet Explorer 6

Une liste complète des mises à jour contenues dans le Service Pack 1 est disponible dans la Base de connaissance Microsoft.

### Service Pack 2
Le Service Pack 2 pour Windows Server 2003 est sorti le 14 mars 2007. La date de sortie initiale était planifiée pour le premier semestre 2006. Le 13 juin 2006, Microsoft a effectué un premier test de version du Service Pack 2 qui a été rendue disponible aux utilisateurs Microsoft Connect, avec une version de build 2721. Elle a été suivie par la version de build 2805, connue sous le nom de version Beta 2 rafraichie. La dernière version est la build 3959.
Microsoft a décrit le Service Pack 2 comme une version « standard » de service pack ne contenant que les mises à jour de sécurité et fixes sortis précédemment ainsi que l'amélioration de la fiabilité et des performances. En plus de cela, le Service Pack 2 contient la console de gestion Microsoft en version 3.0 (Microsoft Management Console 3.0), Windows Deployment Services (qui remplace le service d'installation à distance), le support de WPA2, et des améliorations apportées à IPSec et MSConfig. Le Service Pack 2 ajoute également le Pack d'Evolution Réseau à Windows Server 2003 (Scalable Networking Pack - SNP) qui permet l'accélération matérielle pour la gestion des paquets réseaux et par conséquent permettant un trafic plus rapide. SNP était initialement disponible comme une mise à jour externe à Windows Server 2003 Service Pack 1.

### Windows Server 2003 R2
Windows Server 2003 R2, une mise à jour de Windows Server 2003, a été publiée en version RTM le 6 décembre 2005. Il est distribué en 2 CD, dont un CD correspondant au CD d'installation de Windows Server 2003 SP1. Le second CD ajoute plusieurs fonctionnalités optionnelles et installables à Windows Server 2003. La mise à jour R2 est disponible pour les versions x86 (32 bits) et x64 (64 bits) mais pas pour les versions Itanium.
Nouvelles fonctionnalités de l'édition R2
- Gestion de serveur Branch Office (Monkey Project),
- Outils de gestion centralisée pour les fichiers et les imprimantes,
- Système de fichier distribué (Distributed File System ou DFS) amélioré avec une interface de gestion des espaces de nom,
- Réplication de données sur un réseau étendu (Wide Area Network ou WAN) plus efficace avec compression différentielle à distance,
- Gestion de l'identité et de l'accès (DNA scanning mode),
- Authentification et fédération Extranet unique,
- Administration centralisée des accès aux applications en Extranet,
- Désactivation automatisée de l'accès Extranet basée sur l'information de compte Active Directory,
- Authentification de l'accès de l'utilisateur,
- Authentification web unique inter-plateforme et synchronisation de mot de passe utilisant le service d'information réseau (Network Information Service ou NIS),
- Gestion de stockage,
- Gestionnaire de ressource de serveur de fichier (édition de rapports sur l'utilisation du stockage),
- Gestion de quotas améliorée,
- Types de fichier de limites de recherche de fichier permis,
- Gestionnaire de stockage pour réseau d'aire de stockage (Storage Area Network ou SAN) (configuration d'un ensemble de stockage),
- Virtualisation de serveur,
- Nouvelle politique de licence permettant jusqu'à 4 instances virtuelles (sur versions Enterprise et au-dessus),
- Ajout d'utilitaires et de kit de développement de logiciels pour des applications de type Unix, donnant un environnement de développement Unix relativement complet : 
  - Utilitaires de base,
  - Utilitaires SVR-5,
  - Kit de développement logiciel de base (Software Development Kit ou SDK),
  - SDK GNU, GASP,
  - Utilitaires GNU,
  - Perl 5,
  - Ajout d'outils pour le débogueur Visual Studio.

## Éditions
Windows Server 2003 est disponible en plusieurs éditions, chacune étant destinée à un type et une taille d'entreprise spécifique. En général, toutes les éditions de Windows Server 2003 ont la capacité de partager des fichiers et des imprimantes, d'agir en tant que serveur applicatif, et d'héberger des files de messages, de fournir des services de messageries, d'authentifier les utilisateurs, d'agir en tant que serveur de certificat X.509, de fournir un annuaire de service LDAP, de servir de serveur de diffusion de médias, et d'effectuer d'autres opérations orientées serveurs.
Ci-dessous la liste de ces différentes éditions:

### Édition Small Business Server (SBS)
SBS intègre Windows Server avec des technologies additionnelles destinées à fournir les petites entreprises avec une solution technologique complète. Les technologies sont intégrées pour les petites entreprises avec des solutions ciblées telle que l'Espace de Travail Web à distance (Remote Web Workplace), et offre un intérêt dans le mode de gestion tel que l'installation assistée, la supervision étendue, une console de gestion unifiée, et un accès à distance.
L'édition Standard de SBS inclut Windows SharePoint Services pour la collaboration, le serveur Microsoft Exchange pour la messagerie, le serveur de fax, et l'Active Directory pour la gestion des utilisateurs. Le produit dispose également d'un pare-feu basique, d'un serveur DHCP et d'un routeur NAT utilisant soit deux cartes réseaux ou une carte réseau couplée à un routeur matériel.
L'édition Premium de SBS inclut le contenu de l'édition Standard avec en plus Microsoft SQL Server 2000 et Microsoft Internet Security and Acceleration Server 2004.
SBS a son propre mode de licence d'accès client (Client Access License - CAL) qui est différent et coûte légèrement plus que pour les autres éditions de Windows Server 2003. Cependant les CAL SBS englobent les licences d'accès client pour Windows Server, Exchange Server, SQL Server, et ISA Server, et sont par conséquent et globalement moins chères que l'achat des CAL pour chaque produit séparément.
SBS server possède les limitations de design suivantes :
- Seul un seul serveur sur un domaine peut exécuter Windows Server 2003 pour Small Business Server.
- Windows Server 2003 pour Small Business Server doit être la racine de la forêt Active Directory.
- Windows Server 2003 pour Small Business Server ne peut pas avoir de relation de confiance avec d'autres domaines Active Directory.
- Windows Server 2003 pour Small Business Server est limitée à 75 utilisateurs ou périphériques, suivant le mode de licence CAL.
- Windows Server 2003 pour Small Business Server est limité à 4GB de mémoire RAM (Random Access Memory).
- Un domaine sous Windows Server 2003 pour Small Business Server ne peut pas avoir de domaine enfant.
- Terminal Services ne fonctionne qu'en mode d'administration à distance sur le serveur exécutant SBS 2003, et par conséquent seules deux connexions RDP simultanées sont autorisées. (Modification du fonctionnement par rapport à SBS 2000).
- Pour supprimer les limitations de SBS server et mettre à niveau de Small Business Server vers une version classique de Windows Server, Exchange Server, SQL et ISA server il existe le pack Windows Small Business Server 2003 R2 Transition Pack.

### Édition Web
Windows Server 2003 Web Edition est destinée principalement à la réalisation et l'hébergement d'applications Web, de pages Web, et de service Web XML. Il est conçu pour être utilisé comme un serveur web IIS 6.0 et fournit ainsi une plate-forme destinée au développement et déploiement rapides de services Web XML et d'applications utilisant la technologie ASP.NET, une fonction clé du Framework .NET. Cette édition ne nécessite pas de licence d'accès client et le mode Terminal Server n'est pas disponible. Cependant le bureau à distance administratif est disponible. Seules dix connexions simultanées à un partage de fichiers sont autorisées à tout moment. Il n'est pas possible d'installer les logiciels Microsoft SQL Server et Microsoft Exchange sur l'édition Web. Cependant MSDE et SQL 2005 Server Express sont intégralement supportées après avoir installé le Service Pack 1. Bien que les services Web XML et ASP.NET soient supportés, UDDI ne peut pas être déployé sur Windows Server 2003 Web Edition. Le framework .NET version 2.0 n'est pas inclus à Windows Server 2003 Web Edition, mais il peut être installé comme une mise à jour distincte depuis le site Windows Update.
Windows Server 2003 Web Edition supporte un maximum de deux processeurs avec un maximum de 2 Go de mémoire RAM. De plus Windows Server 2003 Web Edition ne peut pas agir comme un contrôleur de domaine. Enfin il s'agit de la seule version de Windows Server 2003 qui n'inclut pas de limitation du nombre de client pour Windows Update Services du fait qu'elle ne nécessite pas de CAL.

### Édition Standard
Windows Server 2003 Edition Standard est destinée aux petites et moyennes entreprises. L'édition Standard supporte le partage de fichiers et d'imprimantes, offre une connectivité Internet sécurisée, et permet le déploiement central d'applications clientes. Cette édition de Windows peut s'exécuter sur un serveur contenant jusqu'à 4 processeurs avec 4 Go de mémoire RAM au maximum. Les versions 64-bit sont également disponibles pour les architectures x86-64 (AMD64 et EM64T, appelées de façon conjointes x64 par Microsoft). L'édition 64-bit Windows Server 2003 Standard Edition est capable de gérer jusqu'à 32 Go de mémoire RAM et elle supporte également le Non-Uniform Memory Access (NUMA), une fonctionnalité que l'édition 32-bit ne possède pas. Cette édition est disponible gratuitement pour les étudiants via le programme Microsoft Imagine.

### Édition Entreprise
Windows Server 2003 Entreprise Edition est destinée aux entreprises de taille moyenne et grande. Il s'agit d'une version qui inclut l'intégralité des fonctionnalités du système d'exploitation qui supporte jusqu'à huit processeurs et fournit des fonctionnalités d'entreprise telles que les clusters huit nœuds utilisant la technologie logicielle Microsoft Cluster Server (MSCS) et supporte jusqu'à 32 Go de mémoire via le PAE (option ajoutée par le paramètre /PAE au fichier boot.ini). L'édition Entreprise dispose également d'une version 64-bit pour les architectures Itanium et x64. Les deux éditions 32-bit et 64-bit supportent le Non-Uniform Memory Access (NUMA). Elle permet également l'ajout à chaud de matériel compatible.

### Édition Datacenter
Windows Server 2003 Datacenter Edition est destinée aux infrastructures nécessitant une haute sécurité et haute fiabilité. Elle est disponible en versions x86 32-bit, Itanium, et x64. Elle supporte un minimum de huit processeurs et un maximum de 64 processeurs ; cependant elle est limitée à 32 processeurs lorsqu'elle s'exécute sur une architecture 32-bit. Les architectures 32-bit limitent également l'adressage mémoire à 4 Go, tandis que la version 64-bit supporte jusqu'à 16 To de mémoire. Windows Server 2003 Datacenter Edition permet également de limiter l'utilisation processeur et mémoire sur un mode « par application ».
Windows Server 2003 Datacenter Edition supporte également le Non-Uniform Memory Access. Si le matériel le supporte et avec l'aide du firmware du matériel, Windows crée une table d'affinité statique des ressources (Static Resource Affinity Table) qui définit la topologie NUMA du système. Windows utilise ensuite cette table pour optimiser les accès mémoire et fourni un lien NUMA aux applications permettant ainsi d'accroître l'efficacité de la planification des processus et la gestion de la mémoire.
Windows Server 2003 Datacenter Edition bénéficie d'un meilleur support des espaces de stockage réseau (Storage Area Network - SAN). Il possède un service qui utilise les sockets Windows pour simuler les communications TCP/IP vers un fournisseur de services SAN, permettant ainsi d'accéder à un SAN via un tunnel TCP/IP. Avec ceci, toute application pouvant communiquer via TCP/IP peut utiliser un SAN sans modification de l'application.
Windows Server 2003 Datacenter Edition supporte également les clusters en huit nœuds. Le clustering accroît la disponibilité et la tolérance de panne des installations serveurs en distribuant et répliquant les services sur les nœuds. Windows supporte le clustering avec chaque cluster possédant son propre espace de stockage, ou bien tous les clusters reliés à un Storage Area Network (SAN) commun, qui peut tourner sous Windows aussi bien que sur un système d'exploitation non-Windows. Le SAN peut également être interconnecté à d'autres serveurs.

### Windows Compute Cluster Server
Windows Compute Cluster Server 2003 (CCS) sorti en juin 2006, est destinée aux applications nécessitant des serveurs de calcul de très hautes performances. Elle est destinée à être déployée sur un grand nombre de serveur étant configurés en cluster et pouvant ainsi réaliser des calculs à grande vitesse. Chaque réseau de serveurs Compute Cluster comprend au moins un nœud principal de gestion et des sous-nœuds d'opérations effectuant le plus gros du travail.
Computer Cluster Server utilise la technologie Microsoft Messaging Passing Interface v2 (MS-MPI) pour communiquer entre les nœuds de calculs sur le réseau du cluster. Elle lie les nœuds ensemble avec un mécanisme de communication performant d'inter-processing qui peut s'avérer complexe du fait des communications entre des centaines, voire des milliers de processeurs travaillant en parallèle.
L'interface de programmation d'application consiste en plus de 160 fonctions. Un exécuteur de travaux permet aux utilisateurs d'effectuer des travaux sur le cluster de calcul. MS MPI a été conçu pour être compatible avec les spécifications de la référence open source MPI2 qui est très largement utilisée dans les systèmes de calculs Haute Performance (HPC). À quelques exceptions près du fait des aspects sécurité, MS MPI couvre l'ensemble des fonctionnalités du MPI2 mise en œuvre dans MPICH2, sauf pour la fonctionnalité à venir de publication et gestion de processus dynamiques.

### Windows Storage Server
Windows Storage Server 2003 membre de la série des Windows Server 2003 est un système d'exploitation spécialisé dans les espaces de stockage rattachés (Network Attached Storage - NAS). Il est optimisé pour une utilisation de partage de fichiers et d'imprimantes et également dans des architectures d'espace de stockage réseau (Storage Area Network - SAN). Cette édition n'est disponible que par l'intermédiaire de revendeur via l'achat d'un matériel spécifique (OEMs). Contrairement aux autres éditions de Windows Server 2003 qui fournissent les fonctionnalités de partage de fichiers et d'imprimantes, Windows Storage 2003 Server ne nécessite pas de CAL.
Les équipements NAS Windows Storage 2003 Server peuvent être sans-tête, ce qui signifie qu'ils sont sans écran, clavier et souris, et qu'ils sont administrés à distance. De tel équipements sont connectés à n'importe quel réseau IP existant et les espaces de stockage sont rendus disponibles à tous les utilisateurs. Windows Storage 2003 Server peut utiliser la technologie des grappes RAID pour offrir une redondance des données, une tolérance aux pannes, et de hautes performances. Plusieurs serveurs NAS peuvent être configurés en cluster et apparaître ainsi comme un seul et unique emplacement de stockage. Cela permet ainsi de très grande performance ainsi que de conserver le service de stockage disponible, même si l'un des serveurs membres tombe en panne.
Windows Storage 2003 Server peut également être utilisé afin de créer un espace de stockage réseau (Storage Area Network), dans lequel les données sont transférées par blocs et non pas par fichiers, offrant ainsi plus de granularité aux données pouvant être transférées. Cela offre de plus grandes performances aux bases de données et aux applications transactionnelles. Windows Storage 2003 Server permet également aux stockages NAS d'être reliés à un SAN.
Windows Storage 2003 Server R2 fait suite à Windows Storage 2003 Server et apporte une optimisation des performances de serveurs de fichiers, le Single Instance Storage (SIS), et la fonctionnalité de recherche basée sur un index.
Single instance storage (SIS) analyse les volumes de stockage à la recherche de doublons de fichiers, et déplace ces doublons vers un stockage SIS commun. Les fichiers sur les volumes sont remplacés par un lien vers le fichier SIS. Ce remplacement permet de réduire le montant de l'espace de stockage requis jusqu'à 70 %.
Windows Storage Server R2 fournit un moteur de recherche plein texte basé sur un index dont le moteur d'indexation est natif à Windows server. Le moteur de recherche mis à jour accélère les recherches indexées sur les partages réseaux. Storage Server R2 offre également la possibilité d'appliquer des filtres pour effectuer des recherches de plusieurs standards de formats de fichiers tels que .zip, AutoCAD, XML, MP3 et .pdf, et tous les formats de fichiers Microsoft Office.
Windows Storage 2003 Server R2 inclut le support natif de Windows SharePoint Services et Microsoft Office SharePoint Portal Server 2003, et ajoute le composant enfichable Gestion de stockage à la console Microsoft Management Console. Il peut être utilisé pour gérer de façon centralisée les volumes de stockage, y compris les partages DFS, depuis un serveur Windows Storage Server R2.
Windows Storage Server R2 peut être utilisé comme un point de montage iSCSI avec les éditions standard et enterprise de Windows Storage Server R2, intégrant la technologie WinTarget iSCSI que Microsoft a acquis en 2006 via le logiciel StringBean. Il s'agit d'une fonctionnalité additionnelle disponible à l'achat via les partenaires OEM en tant que « pack de fonctionnalités iSCSI », ou bien il est intégré dans certaines versions de WSS configurées par les OEMs.

#### Fonctionnalités de Storage Server 2003
- Distributed File System (DFS) : DFS permet d'agréger plusieurs partages réseaux et de les rendre disponibles sous forme d'un système unique de fichier virtuel.
- Support pour le SAN et iSCSI : les ordinateurs peuvent se connecter à un serveur de stockage à travers le réseau local (LAN) sans avoir besoin d'un réseau Fibre Channel spécial. Ainsi un Storage Area Network peut être créé à travers le réseau local. iSCSI utilise le protocole SCSI pour transfert les données sous forme de bloc de bytes plutôt que sous forme de fichiers. Cela accroît les performances du réseau de stockage dans certains scénarios, tel que pour les serveurs de bases de données.
- Virtual Disc Service : cette fonctionnalité permet aux équipements NAS, RAID et SAN d'afficher leur partage et de les gérer comme des disques durs normaux.
- JBOD systems : en utilisant VDS, les systèmes JBOD (Just a bunch of discs) peuvent gérer un ensemble d'équipement de stockage comme un équipement unique. Il n'est pas nécessaire que les unités de stockage soit du même constructeur et même model.
- Logiciel et matériel RAID: Windows Storage 2003 Server a un support natif de l'implémentation matérielle en RAID. Pour le cas où le matériel ne supporte pas la fonctionnalité RAID, il peut utiliser la fonctionnalité logicielle RAID. Dans ce cas, toutes les opérations sont traitées par le système d'exploitation.
- Multi Path IO (MPIO) : cela permet un accès alternatif aux périphériques d'entrée/sortie pour le cas où l'accès primaire est en panne.

#### Éditions de Storage Server 2003
Windows Storage Server 2003 est disponible dans les versions suivantes :
|                                       | Édition Express | Édition Workgroup | Édition Standard | Édition Entreprise |
| ------------------------------------- | --------------- | ----------------- | ---------------- | ------------------ |
| Nombre de processeur physique* CPUs   | 1               | 1                 | 1-4              | 1-8                |
| 32-bit et 64-bit versions disponibles | Oui             | Oui               | Oui              | Oui                |
| Nombres de disques durs               | 2               | 4                 | Illimité         | Illimité           |
| Cartes réseaux                        | 1               | 2                 | Illimitées       | Illimitées         |
| Service d'impression                  | Non             | Oui               | Oui              | Oui                |
| CAL nécessaires                       | Non             | Non               | Non              | Non                |
| Support de point iSCSI                | Optionnel       | Optionnel         | Optionnel        | Optionnel          |
| Clustering                            | Non             | Non               | Non              | Oui                |

Windows Unified Data Storage Server est une version de Windows Storage 2003 Server R2 qui inclut le support de point de montage iSCSI en standard, disponible uniquement avec les éditions standard et entreprise.
- Microsoft définit un CPU/processeur physique comme un unique socket/nœud sur la carte-mère. Pour les questions de licence de système d'exploitation, un processeur monocore double-socket (Intel Pentium/4 Xeon, AMD Athlon/64) compte pour 2 processeurs, tandis qu'un CPU quadri-core mono-socket (tel que le AMD Barcelona et l'Intel Core 2 Quad) compte pour un seul processeur. La politique de Microsoft ne se soucie pas de la façon dont les éditeurs tiers (tel que Oracle) gèrent leur mode de licence par processeur pour leur serveur d'applications.

### Édition Home Server
Windows Home Server est un système d'exploitation de Microsoft basé sur Windows Server 2003 avec Service Pack 2. Annoncé le 7 janvier 2007 à la conférence Consumer Electronics Show et par Bill Gates, Windows Home Server est destiné à être une solution pour les foyers disposant de plusieurs PC interconnectés afin d'offrir des fonctions de partages de fichiers, sauvegardes automatiques, et accès à distance.
La livraison de Windows Home Server aux OEM a débuté le 15 septembre 2007.